# Боркі-Коси
Боркі-Коси (пол. Borki-Kosy) — село в Польщі, у гміні Збучин Седлецького повіту Мазовецького воєводства.
Населення — 280 осіб (2011).
У 1975-1998 роках село належало до Седлецького воєводства.

## Демографія
Демографічна структура станом на 31 березня 2011 року:
|          | Загалом | Допрацездатний вік | Працездатний вік | Постпрацездатний вік |
| -------- | ------- | ------------------ | ---------------- | -------------------- |
| Чоловіки | 143     | 36                 | 95               | 12                   |
| Жінки    | 137     | 34                 | 80               | 23                   |
| Разом    | 280     | 70                 | 175              | 35                   |